# Geodena leonina
Geodena leonina là một loài bướm đêm trong họ Geometridae.